# Francesco Laurana
Francesco Laurana, také známý jako Francesco de la Vrana, nebo v chorvatské verzi jména Frane Vranjanin (asi 1430 Vrana nebo Pakoštane, Vrana je obecní část obce Pakoštane - před 12. březnem 1502 Marseille nebo Avignon) byl chorvatsko-italský sochař a medailér. K jeho nejoceňovanějším dílům patří portrétní busty. Narodil se nedaleko Zadaru, v historickém sídle zvaném Vrana, Benátčany (tehdy území ovládajícími) nazývaném La Vrana - odtud vzešlo jeho jméno Laurana nebo de la Vrana. Tvořil zejména v jižní Itálii, kde pracoval pro Alfonse V. Aragonského, například na výzdobě Castel Nuovo v Neapoli, později působil v Aix-en-Provence na dvoře neapolského krále Reného I. z Anjou, poté na Sicílii, kde vytvořil mj. portrét Eleonory Neapolské. Od roku 1474 do roku 1477 žil v Urbinu a poté odešel do Marseille, kde vytvořil kapli v Marseilleské katedrále. V jižní Francii i zemřel.